# SEVEN ON SEVEN 〜Cha-DANCE Party Vol.7
『SEVEN ON SEVEN 〜Cha-DANCE Party Vol.7』（セブン オン セブン 〜チャ-ダンス パーティー ボリュームセブン）は、東京パフォーマンスドールの7枚目のオリジナル・アルバム。1993年11月10日リリース。
Vol.7はフロントメンバーの人数と重なる数字であり、7色の虹のイメージとも重なっている。

## 収録曲
1. SEVEN BOWS 〜休日の虹たち〜
  - 作詞：佐藤ありす / 作曲：COZY / 編曲：島田"Chokkaku"直
2. ダイヤモンドは傷つかない ALBUM MIX
  - 作詞：売野雅勇 / 作曲・編曲：小室哲哉
3. 楽園と迷宮
  - （米光美保、穴井夕子）
  - 作詞：森雪之丞 / 作曲・編曲：in Voice
4. バラ色の人生
  - （GOLBIES・木原さとみ、篠原涼子、川村知砂）
  - 作詞：横山武 / 作曲：井上日徳 / 編曲：テスタロッサ
5. 浮気なロミオ
  - （市井由理、八木田麻衣）
  - 作詞・作曲・編曲：in Voice
6. 東京エキゾチカ
  - （原宿ジェンヌ・篠原涼子、川村知砂）
  - 作詞：森雪之丞 / 作曲：テスタロッサ / 編曲：in Voice
7. ON THE ROAD
  - （ViVA!・市井由理、穴井夕子、八木田麻衣）
  - 作詞： 前田たかひろ / 作曲：山森正之 / 編曲：in Voice
8. LUNAR
  - （木原さとみ、米光美保）
  - 作詞：in Voice / 作曲：石川Kanji / 編曲：in Voice
9. Sanctuary 〜淋しいだけじゃない〜
  - （篠原涼子、穴井夕子）
  - 作詞：売野雅勇 / 作曲・編曲：小室哲哉
  - 篠原のアルバム「Lady Generation 〜淑女の世代〜」（1995年）にも、篠原のみが歌唱して収録された。メロディーの一部が、同じく小室が作曲した、「WOW WAR TONIGHT 〜時には起こせよムーヴメント」（歌：H Jungle with t、1995年）と類似している[1]。
10. 24 hours
  - （米光美保、川村知砂）
  - 作詞：in Voice / 作曲・編曲：島田"Chokkaku"直
11. 言葉と花を束ねて
  - （木原さとみ、篠原涼子）
  - 作詞：京恵理子 / 作曲・編曲：テスタロッサ
12. 涙のパラダイス RAINBOW MIX
  - 作詞：売野雅勇 / 作曲：朝倉紀幸 / 編曲：T.Tashiro-M.Kawaguchi-MST